# Alberto Magnone
Alberto Magnone Ibarburu (Montevideo, 1946) es un pianista, compositor, docente  y escritor uruguayo.

## Biografía
Proviene de una familia de músicos. Su padre, Dante Magnone Falleri, fue director de coros y orquestas; su abuelo, Oseas Falleri, fundó una de las escuelas de música más antiguas del Uruguay (hoy Conservatorio Falleri Balzo); su madre, Estela Ibarburu, fue cantante, pianista y directora de coros, y su hermana Estela Magnone es compositora, cantante e intérprete de varios instrumentos.
En 1968 comenzó su carrera profesional como integrante del grupo McGill Clan. En 1971 se le encargó la dirección musical del programa Gente Joven, de Canal 4.
En Buenos Aires estudió Armonía y Contrapunto con Rodolfo Alchourrón en 1974 y 1975.

### Emigración
En 1976 se radicó en España, donde dictó seminarios internacionales de jazz en Barcelona, colaborando con Thad Jones, Chuck Israels y otros destacados músicos y fue docente en el Taller de Músicos y en la Escuela de Música de Zeleste de esa ciudad.
Se presentó en vivo en los festivales realizados en Ginebra, AranjuezMadrid, Barcelona y Neuchâtel, entre otros.

### Regreso a Uruguay
En 1983 regresó a Uruguay y comenzó un período en el cual trabajó con muchos artistas compatriotas, tanto en la creación de sus discos como en sus presentaciones en vivo. Dentro de este grupo se pueden mencionar a Fernando Cabrera, Jaime Roos, Eduardo Mateo, Laura Canoura, José Carbajal el Sabalero, Osvaldo Fattoruso, Mariana Ingold, Los Zucará, etc.

### Grupo Repique
Entre los primeros proyectos en los cuales participó a su regreso se encontró la formación, con otros artistas, del grupo Repique. En este período el grupo estuvo integrado también por Jorge Vallejo, Jaime Roos, Andrés Recagno, Gustavo Etchenique, Jorge Galemire y Carlos Boca Ferreira. A fines de 1984 se editó su primer fonograma, titulado Repique.
En más de 20 años de trayectoria este grupo ha editado varios discos y ha cambiado su integración. Por sus filas pasaron músicos como Rolando Fleitas, Fernando Lobo Núñez, Manuel Silva y Mariano Barroso, Andrés Recagno, Carlos Quintana, Gustavo Etchenique, Pablo Iribarne, Tomás Vera y Daniel Núñez.
Fue productor de Washington "Canario" Luna entre 1995 y 2004, realizando con él y Repique innumerables actuaciones en Uruguay así como giras por Argentina y Usa. Representó a Uruguay en las Ferias de Turismo de 2002 y 2003 en Santiago de Chile.

### Carrera solista
Estudió piano con Miguel Marozzi.
En 1990 obtuvo el primer puesto en el Concurso de Música Inédita organizado por la Intendencia Municipal de Montevideo.
Producto de este concurso fue su primera obra discográfica como solista, Vista aérea, editado por Ayuí / Tacuabé un año después.
En 1998 la Orquesta Filarmónica, dirigida por el maestro Federico García Vigil, estrenó su obra Fantasía para piano y orquesta. Dirigió en otras ocasiones la Orquesta y también escribió arreglos para ella. También actuó con la Sinfónica del SODRE y el Mtro. Federico Britos en varias ocasiones.
En 1999 participó junto con Gustavo Nocetti en la creación del disco Nocetti canta Ferrer.
En julio de 2001 editó su segundo disco solista, llamado Química. En él se advierte una fusión de muchos estilos y corrientes musicales como folclore, jazz, tango, candombe y murga, con el agregado de instrumentos como el bandoneón, la trompeta y el fliscorno. Esta obra, que fue presentada en festivales y conciertos en Montevideo, Buenos Aires y Francia, cuenta con la participación de los artistas uruguayos Washington Canario Luna, Laura Canoura, Nicolás, Martín y Andrés Ibarburu, Gastón Contenti y Néstor Vaz.
En el año 2000 fue premiado por AGADU por su tango Los hijos de Gardel, con letra de Laura Canoura, obra que sería posteriormente grabada en DVD por la Orquesta Filarmónica de Montevideo.
En 2006 formó Uy Trío, grupo de jazz con repertorio fuertemente inspirado en la música del Uruguay, integrado además por Jorge Trasante —gran percusionista de vasta trayectoria en Francia— y Federico Righi en bajo. Con su primer cedé, Uy Trío, ganaron el Premio Graffiti 2009 a la mejor música instrumental.
En 2002 empezó a escribir con Horacio Ferrer, uno de los poetas principales del Río de la Plata. El resultado más importante de esa colaboración ha sido la ópera de cámara Dandy, el príncipe de las murgas y el Oratorio Delmira Agustini, así como varias canciones y dos cedés. Esta operita está inspirada en Hamlet con una adaptación a la tradición carnavalera del Uruguay.

En 2009 grabó y produjo para SNJ Records, de Milán, junto con Horacio Ferrer y Ana Karina Rossi, el disco Tango y gotán, que se editó simultáneamente en Italia y Uruguay en 2011.
Actuó en el Homenaje a Mario Benedetti realizado por la SEGIB entre el 23 de febrero y el 15 de marzo de 2010 en Alicante, Elche, Madrid y Barcelona, espectáculo con la actriz Dahd Sfeir.
El 23 de marzo de 2011 ofreció un concierto solista de piano en el Teatro Solís, dentro del ciclo "Grandes músicos uruguayos".
Como sesionista y acompañante ha grabado, compuesto y tocado con Horacio Ferrer, Raúl Garello, Estela Magnone, Eduardo Mateo, Jaime Roos, Laura Canoura, Fernando Cabrera, José Carbajal, Los Zucará, Gustavo Nocetti, Tabaré Leyton, Anabella Viera (de quien es productor), Mariana Ingold y Osvaldo Fattoruso, Federico Britos, Eduardo Darnauchans, Daniel Lagarde, Diane Denoir, Washington Canario Luna, Héctor Fino Bingert y muchos otros artistas del Uruguay.
En enero de 2014 se estrenó en la sala Adela Reta del Sodre la operita "Dandy" anteriormente descrita. En esta ocasión Alberto Magnone elaboró el plan para realizar las etapas de la obra y llevó adelante la negociación durante 4 años con el auspiciante, Banco de la República Oriental del Uruguay. Eligieron junto a Ferrer a los principales colaboradores; Fernando Toja en Dirección escénica, Pinocho Routin el protagonista principal, y Lea Bensasson como productora. Actuó en la obra como invitado Rubén Rada y otros protagonistas fueron Ana Karina Rossi, Tabaré Leyton, Bettina Mondino, Tabaré Rivero, Andrés Lazaroff. Más de 10 000 personas vieron Dandy en Montevideo, y se realizó una  gira por 5 ciudades del Interior.
Desde 1994 hasta 2016 Alberto Magnone fue titular de la cátedra de Música Popular Uruguaya en la escuela municipal de música de Montevideo.
En 2014 fue nombrado Socio de Honor por la Sociedad de Intérpretes (Sudei) y el Ministerio de Cultura le otorgó la Beca Zavala Muniz (grado III). Ese mismo año ganó el Premio Nacional de Música del MEC en la categoría Tango.  En 2015 le fue otorgado el Premio a la Cultura Manuel Oribe.  En 2016 fue nombrado Socio de Honor de Audem (Sociedad de Músicos). 
Escribió en 2017 el libro "La cumparsita, el tango universal",  Libro de Oro de la  Cámara Uruguaya del Libro, y en octubre  de 2019 presentó "El Estadio Centenario. Templo del Fútbol" escrito junto  a Miguel Romano.
El  16 de diciembre  de 2019 recibió el  título de Académico de Honor de la Academia Nacional  del Tango de Buenos Aires.
Gestión cultural.
Fue productor de su ópera "Dandy, el Príncipe de las Murgas" junto a Lea Bensasson. Como tal gestionó el contrato con el auspiciante Banco de la República Oriental del Uruguay y llevó adelante todas las negociaciones con los artistas implicados. Esta tarea se cumplió entre 2009 y 2014 cuando fue estrenada la obra.
En 2016 fue contratado por la empresa Pronto!, para la cual diseñó el plan "La cultura nos acerca" que se realizó a través  de los Fondos de Incentivo Cultural con la participación entre otros de Rubén Rada, Orquesta Sinfónica Juvenil, Festival "Jazz a la calle" de Mercedes, Circo Tranzat, Malena Muyala, Teatro L'Arcaza, Compañía de Teratro Pampinak, Presentación del libro "La cumparsita. El tango universal", Intervenciones Territoriales (realización de murales en Salto, Melo, Minas, Fray Bentos, San José y Florida). En total se cumplieron más de 200 acciones culturales en música  literatura, teatro, danza y artes plásticas.

## Discografía

### Con Mc Gill Clan
- Ver: Discografía de Mc Gill Clan

### Con Repique
- Repique (Orfeo SULP 90750. 1984)
- ¡Que barbaridad! (Orfeo SULP 90783. 1985)
- Zambullite (Orfeo 90985. 1989)
- Otra historia (Orfeo. 1990)

### Solista
- Vista aérea (Ayuí / Tacuabé a/e101k, 1991)
- Química (2001) (SONDOR)

### Colaboraciones con otros artistas
- La Máquina del Tiempo (Eduardo Mateo. 1987)
- Nocetti canta Ferrer (Gustavo Nocetti. Sondor 1999)
- Uy trío (diciembre de 2007. Premio Graffiti 2009)
- Tango y Gotán (con Horacio Ferrer y Ana K. Rossi. Roma 2010)

## Libro
- La Cumparsita. El tango universal. Palabrasanta, 2017.[5]